# Daniel Jacob Wilster
Daniel Jacob Wilster, född omkring 1664, död 1732 i Sankt Petersburg, var en dansk sjömilitär i tjänst för i tur och ordning Danmark, Sverige och Ryssland. 
Han började militärtjänstgöring år 1683 vid flottan och hade 1711 avancerat till schoutbynacht, men dömdes 1712 från sin tjänst, eftersom han inte hindrat en svensk konvoj att löpa in till Göteborg. Han beviljades dock av kungen avsked på egen begäran.
Wilster gick därefter över till fienden Sverige. I slaget vid Jasmund 1715 där den danske viceamiralen Just Juel stupade förde han befäl på örlogsskeppet "Stockholm". Han utnämndes därefter till viceamiral. År 1716 kommenderade han i Östersjön en svensk flotta på 16 skepp, med vilken han jagade danske amiralen Ulrik Kaas’ eskader. 
En tid därefter lämnade han, missnöjd, svensk tjänst och gick över till rysk militär, blev viceamiral och medlem i amiralitetskollegiet 1721, chef för marinakademierna 1727 samt var mellan 1729 och 1730 stationschef i Kronstadt.